# 陈怡 (作曲家)
陈怡（1953年4月4日—）生于广东广州，女作曲家，现旅居美国。

## 生平
三岁时，陈怡开始学习钢琴，四岁时学习小提琴，1968年因下农村插队而中断学业。1970年陈怡返回广州并担任广州京剧院乐队首席。在1978年恢复高考后，她考取了中央音乐学院作曲系并师从于吴祖强教授，与谭盾、陈其钢、叶小纲、郭文景、周龙、刘索拉等人同班。1984年，陈怡创作钢琴曲《多耶》，多受好评，并于1985年获得全国第四届音乐作品比赛的一等奖。
1986年陈怡成为中央音乐学院首位女硕士，同年获奖学金赴美国哥伦比亚大学深造，师从美籍华人作曲家周文中和阿根廷作曲家馬里奧·大衛朵夫斯基。陈怡于1993年获得博士学位之后，先后担任美国作曲家管弦乐团和纽约新音乐乐团作曲家顾问、美国妇女爱乐乐团的驻团作曲家，她的作品也在全美乃至全球获得多个大奖。2006年，陈怡被密苏里大学堪萨斯分校音乐学院聘为终身教授。2008年陈怡接受英国BBC广播三台委托，创作管弦乐曲《奥林匹克之火》。

## 主要作品
- 琵琶与打击乐二重奏《古舞》（2005）
- 钢琴独奏《八板》（1999）
- 萨克斯管四重奏与弦乐队协奏曲《八音》（2001）
- 钢琴独奏《多耶》（1984）
- 钢琴二重奏《中国西部组曲》（2007）
- 单簧管与钢琴二重奏《中国古代舞曲》（2004）
- 室内乐曲《中国寓言故事》（2002，二胡，琵琶，大提琴，打击乐）
- 管弦乐，四件民乐与合唱《中国神话大合唱》（1996）
- 童声合唱《中国古诗合唱五首》（1999）
- 管弦乐曲《线性艺术》（1994）
- 混声合唱《观沧海》（2006）
- 女中音与钢琴《独白二首》（1999）
- 管弦乐曲《动势》（1998）
- 管乐队曲《中国西部组曲第二号》（2007）
- 《第一交响曲》（1986）
- 《第二交响曲》（1993）
- 《第三交响曲》（2004）
- 混声合唱《唐诗合唱四首》（1995）
- 混声合唱《玄》（2001）
- 管弦乐曲《奥林匹克之火》（2008）

## 外部連結
- YouTube上的Zhou, Long: Su / Pianogongs / Taiping Drum / Wild Grass / Taigu Rhyme / Chen, Yi: Monologue / Chinese Ancient Dances播放列表，作曲：周龍、陳怡